# Franek Kluski

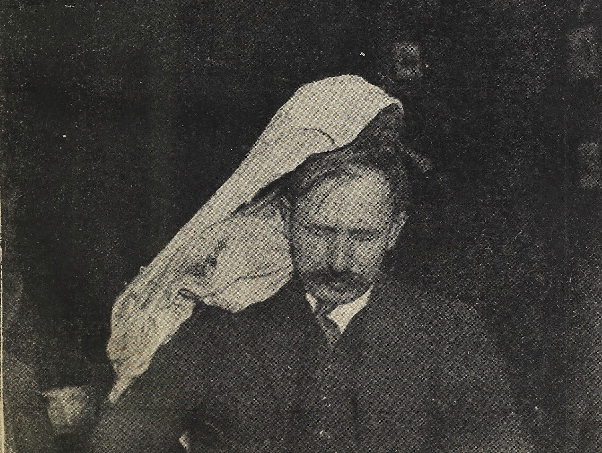
Franek Kluski en pleine séance

Franek Kluski, de son vrai nom Teofil Modrzejewski (1873-1943), est un employé de banque qui prétendait faire apparaître des fantômes, lesquels pouvaient laisser des traces après disparition.

## Carrière
Kluski est né à Varsovie en 1873. Selon le chercheur psychique français Gustave Geley de l'Institut Métapsychique International, les prétendus pouvoirs psychiques de Kluski se seraient manifestés pendant l'enfance.
Il se dit capable de matérialiser des animaux et des êtres humains défunts dont il tente de garder la trace par des moules de paraffine. .
Entre le 8 novembre et le 31 décembre 1920, Gustave Geley organise quatorze séances avec Kluski à Paris où il obtient des photos d'esprit peu crédibles.
Geley tente aussi d'obtenir des moules des entités en paraffine censés avoir été abandonnés par les entités après leur disparition.
Les expériences se seraient déroulées ainsi :
Un bol de paraffine chaude a été placé dans une pièce. Et des "esprits" auraient plongé leurs membres dans ladite paraffine puis dans un bain d'eau pour se matérialiser.
Trois autres séries de telles séances ont eu lieu à Varsovie dans l'appartement de Kluski. Elles se sont déroulées sur une période de trois ans. Kluski n'a été fouillé dans aucune des séances.
Des photographies des moules ont été obtenues au cours des quatre séries d'expériences et ont été publiées par Gustave Geley en 1924.
Le professeur Charles Richet, prix Nobel de physiologie, assiste aux séances à Paris et en cautionne la nature paranormale y compris les moules.
Malgré cela, certains sceptiques qui n'ont pas assisté aux séances, prétendent que les expériences n'étaient pas menées dans de bonnes conditions et que les moules auraient pu facilement être produits par des techniques frauduleuses .
Geley a été décrit comme un enquêteur peu fiable. Le médecin Antônio da Silva Mello a noté que Geley "a publié de nombreux écrits sur les ectoplasmes et les phénomènes téléplasiques, choses qui sont aujourd'hui assez dépassées et totalement discréditées".
Le magicien Carlos María de Heredia a révélé comment de grossières fausses mains de matérialisation pouvaient être fabriquées en utilisant un gant en caoutchouc, de la paraffine et un pot d'eau froide.
Geley et Arthur Conan Doyle se sont opposés au fait que le médium ait utilisé un gant en caoutchouc. En réponse, Harry Houdini a démontré qu'un gant n'était pas nécessaire car il a reproduit grossièrement les moules de matérialisation de Kluski en utilisant ses mains et un bol de paraffine chaude
Harry Price a écrit à propos de Kluski : « Sa médiumnité est insatisfaisante et aucun organisme scientifique n'a jamais enquêté sur les miracles allégués. Lors de chacune de mes deux visites à Varsovie, j'ai tenté d'obtenir des séances avec Kluski, sans résultats ».
Massimo Polidoro et Luigi Garlaschelli ont produit directement de sa main de grossiers moules en cire qui n'étaient pas exactement les mêmes exemplaires que Geley a obtenu avec Kluski, qui sont conservés à l'Institut Métapsychique International.
Ces diverses contre-expertises ont elles-mêmes été remises en questions au cours des échanges entre Marie-Rose Barrington et Michael Coleman publiés dans "The Journal of The Society for Psychical Research") (JSPR, revue à comité de lecture) de janvier 1994 à juillet 1995.Les photos qu'on en a montrent que toutes ces tentatives de contrefaçon ne souffrent pas la comparaison avec les réalisations de Kluski lesquelles restent uniques en leur genre.

## Fraude

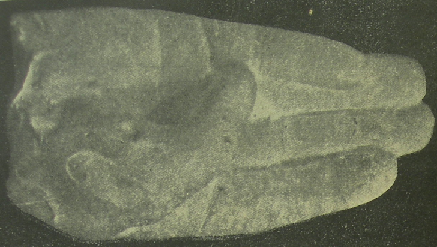
L'un des fameux moulages (une main).

Lors d'un incident notable lors d'une séance à laquelle Paul Heuzé a assisté, le médium a été invité à produire une impression de visage. Cependant, une impression de fesses de grande taille a été trouvée dans la cire. C'est Kluski qui aurait laissé tomber son pantalon et placé ses fesses dans la paraffine. A noter que Heuzé n'a assisté à aucune séance de Kluski!
Cela a été confirmé plus tard, car il a été découvert que Kluski avait souffert d'une fesse brûlée pendant plusieurs jours après l'incident
Dans son livre Sixty Years of Psychical Research (1950), le magicien Joseph Rinn a affirmé que Kluski avait avoué une fraude.
En 1978, le chercheur Melvin Harris a également noté que Kluski avait avoué une fraude. En fait, il est établi que Sir Arthur Conan Doyle n'a jamais rencontré Kluski, ce qui rend cette référence tendancieuse.